# چریشکا
چریشکا (به لاتین: Chereshka) یک منطقهٔ مسکونی در بلغارستان است که در شهرستان ژبل واقع شده‌است.